# Джей Роуч
Джей Роуч (англ. Jay Roach: нар. 14 червня 1957) — американський кінорежисер та кінопродюсер.

## Біографія

### Особисте життя
Роач одружений з музиканткою та актрисою Сюзанною Хофс, з якою у нього є два сини.

## Фільмографія
| Рік  | Українська назва                         | Оригінальна назва                                   |                         | Примітки                               |
| ---- | ---------------------------------------- | --------------------------------------------------- | ----------------------- | -------------------------------------- |
| 1993 | Зоорадіо                                 | Zoo Radio                                           | режисер                 |                                        |
| 1993 | Космічні рятівники                       | Space Rangers                                       | співпродюсер            | серіал                                 |
| 1993 | Рятувальний модуль                       | Lifepod                                             | співпродюсер, сценарист |                                        |
| 1994 | Підривники                               | Blown Away                                          | сценарист               |                                        |
| 1996 | Пусте дзеркало                           | The Empty Mirror                                    | продюсер                |                                        |
| 1997 | Остін Паверс: Міжнародна людина-загадка  | Austin Powers: International Man of Mystery         | режисер                 |                                        |
| 1999 | Остін Паверс: Шпигун, який мене спокусив | Austin Powers: The Spy Who Shagged Me               | режисер                 |                                        |
| 1999 | Таємниця Аляски                          | Mystery, Alaska                                     | режисер                 |                                        |
| 2000 | Знайомство з батьками                    | Meet the Parents                                    | режисер                 |                                        |
| 2002 | Остін Паверс: Ґолдмембер                 | Austin Powers in Goldmember                         | режисер                 |                                        |
| 2004 | Знайомство з Факерами                    | Meet the Fockers                                    | режисер, продюсер       |                                        |
| 2004 | 50 перших поцілунків                     | 50 First Dates                                      | продюсер                |                                        |
| 2005 | Автостопом по галактиці                  | The Hitchhiker's Guide to the Galaxy                | продюсер                |                                        |
| 2006 | Борат                                    | Borat                                               | продюсер                |                                        |
| 2007 | Витівки у коледжі                        | Charlie Bartlett                                    | продюсер                |                                        |
| 2008 | Перерахунок                              | Recount                                             | продюсер, режисер       |                                        |
| 2009 | Бруно                                    | Brüno                                               | продюсер                | фільм заборонений для показу в Україні |
| 2010 |                                          | Dinner for Schmucks                                 | режисер, продюсер       |                                        |
| 2010 | Знайомство з Факерами 2                  | Little Fockers                                      | продюсер                |                                        |
| 2012 | Гра змінилася                            | Game Change                                         | режисер, продюсер       |                                        |
| 2012 | Брудна кампанія за чесні вибори          | The Campaign                                        | режисер, продюсер       |                                        |
| 2015 | На межі                                  | The Brink                                           | режисер, продюсер       | епізод «Pilot»                         |
| 2015 | Трамбо                                   | Trumbo                                              | продюсер, режисер       |                                        |
| 2015 | Сестри                                   | Sisters                                             | продюсер                |                                        |
| 2016 | До самого кінця                          | All the Way                                         | режисер, продюсер       |                                        |
| 2017 | Вотергейт: Падіння Білого дому           | Mark Felt: The Man Who Brought Down the White House | продюсер                |                                        |
| 2019 | Секс-бомба                               | Bombshell                                           | режисер, продюсер       |                                        |
| 2024 | Одинадцять друзів Оушена                 | Ocean's Eleven                                      | режисер, продюсер       |                                        |